# Johan Libéreau

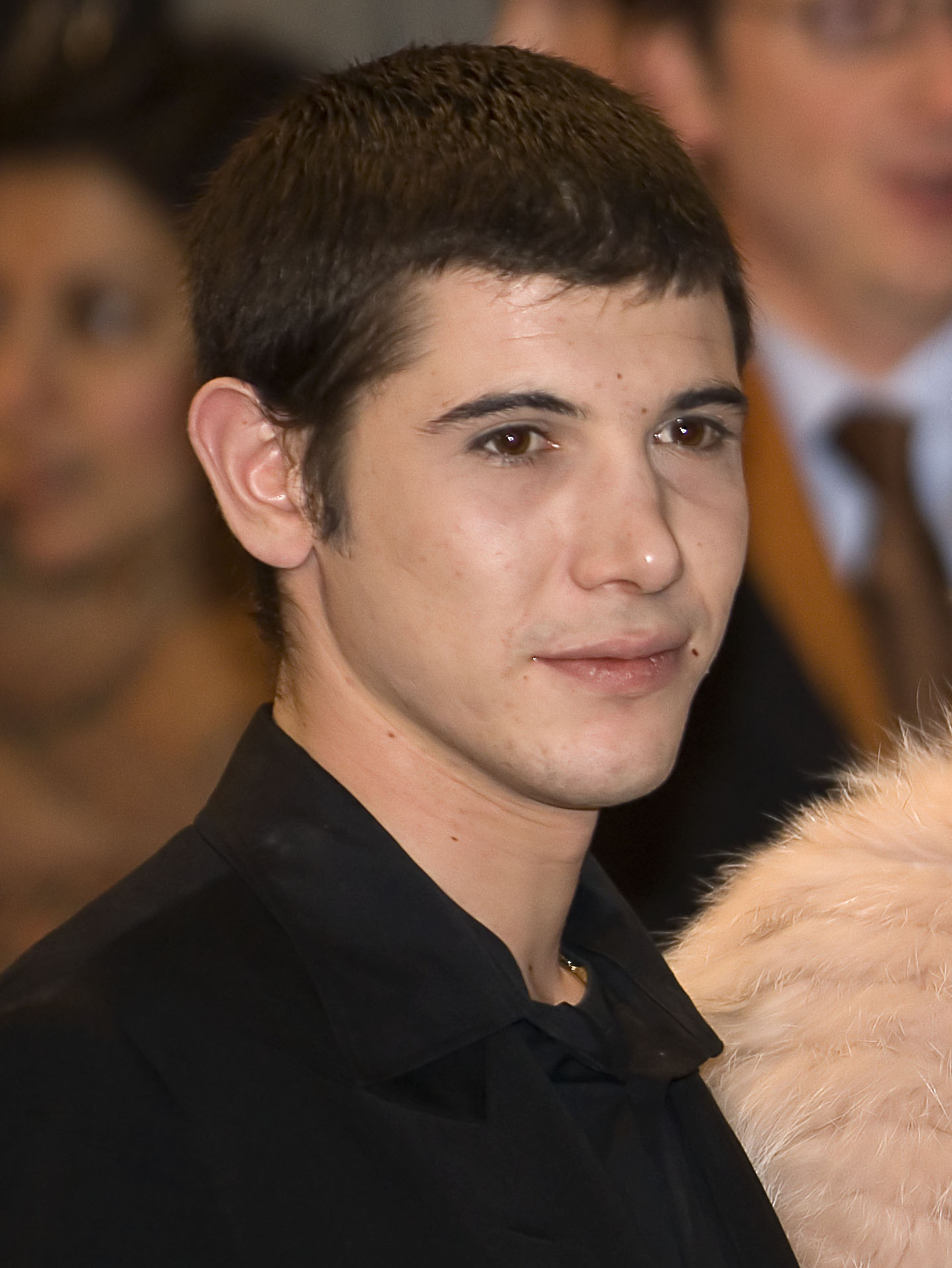
Johan Libéreau (2007)

Johan Libéreau (* 27. September 1984 in Paris, Frankreich) ist ein französischer Schauspieler.

## Biografie
Johan Libéreau wuchs im 20. Arrondissement in Paris auf und machte eine Bäckerlehre. Nachdem er seinen Job verloren hatte, wurde er durch Zufall durch einen Talentscout in der Bahn entdeckt. Er debütierte 2003 in einer namenlosen Nebenrolle in Francis Vebers Krimi-Komödie Ruby & Quentin – Der Killer und die Klette an der Seite von Gérard Depardieu und Jean Reno auf der Leinwand. Für seine Darstellung des homosexuellen Manu in André Téchinés AIDS-Drama Wir waren Zeugen wurde er bei der Verleihung des französischen Filmpreises César 2008 als Bester Nachwuchsdarsteller nominiert.

## Filmografie (Auswahl)
- 2003: Ruby & Quentin – Der Killer und die Klette (Tais-toi!)
- 2004: Julie Lescaut (Fernsehserie, 1 Folge)
- 2005: Kalte Duschen (Douches froides)
- 2006: Le grand Meaulnes
- 2007: Wir waren Zeugen (Les témoins)
- 2008: Jonathan – Die Passion (Chemin de croix)
- 2008: Ein schlichtes Herz (Un cœur simple)
- 2008: Stella
- 2009: Emma & Marie (Je te mangerais)
- 2009: High Lane – Schau nicht nach unten! (Vertige)
- 2010: Belle épine
- 2010: Blind Test
- 2010: L’étranger
- 2011: J’aime regarder les filles
- 2011: La brindille
- 2011: Q – Sexual Desire (Q)
- 2011: Voie rapide
- 2012: Engrenages (Fernsehserie, 5 Folgen)
- 2013: 11.6 – The French Job (11.6)
- 2013: Grand Central
- 2013: Une braise sur la neige
- 2014: Aus Liebe zum Tier (La vie des bêtes)
- 2015: Cosmos
- 2018: Ein Volk und sein König (Un peuple et son roi)

## Auszeichnung (Auswahl)
- César 2008: Nominierung als Bester Nachwuchsdarsteller für Les témoins